# Jaguar XK150
Pour les articles homonymes, voir XK et 150 (nombre).

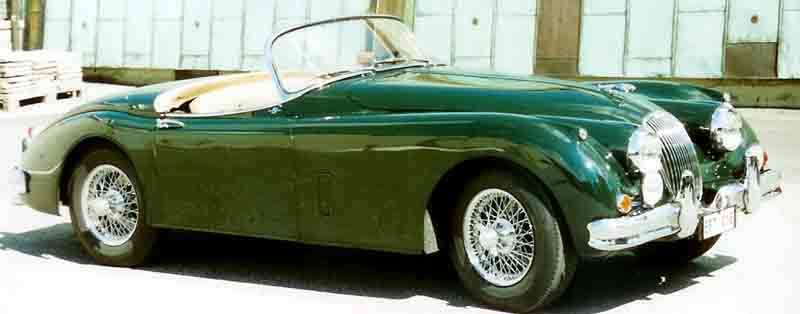
Une Jaguar XK150 Roadster.

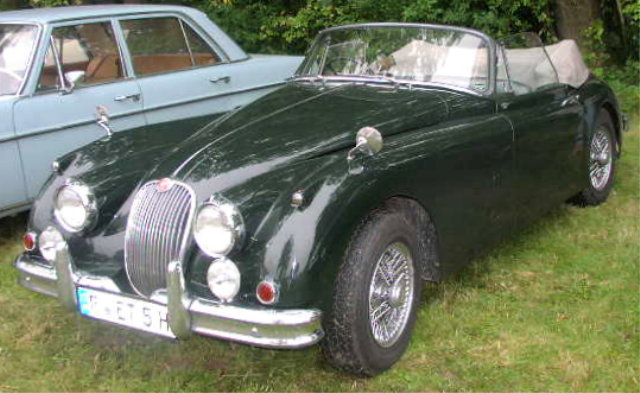
Une Jaguar XK150 Cabriolet.

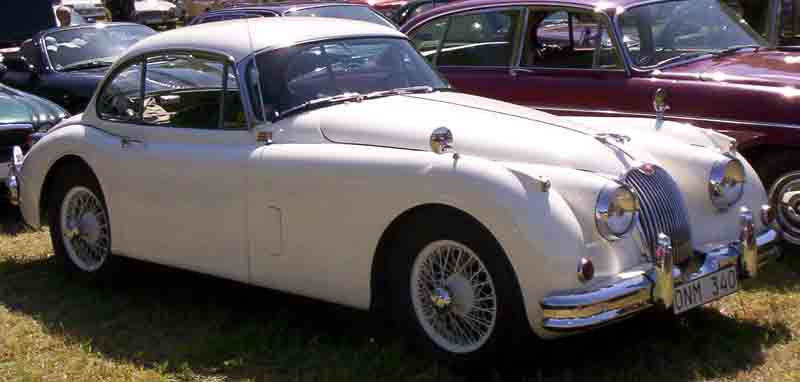
Une Jaguar XK150 Coupé.

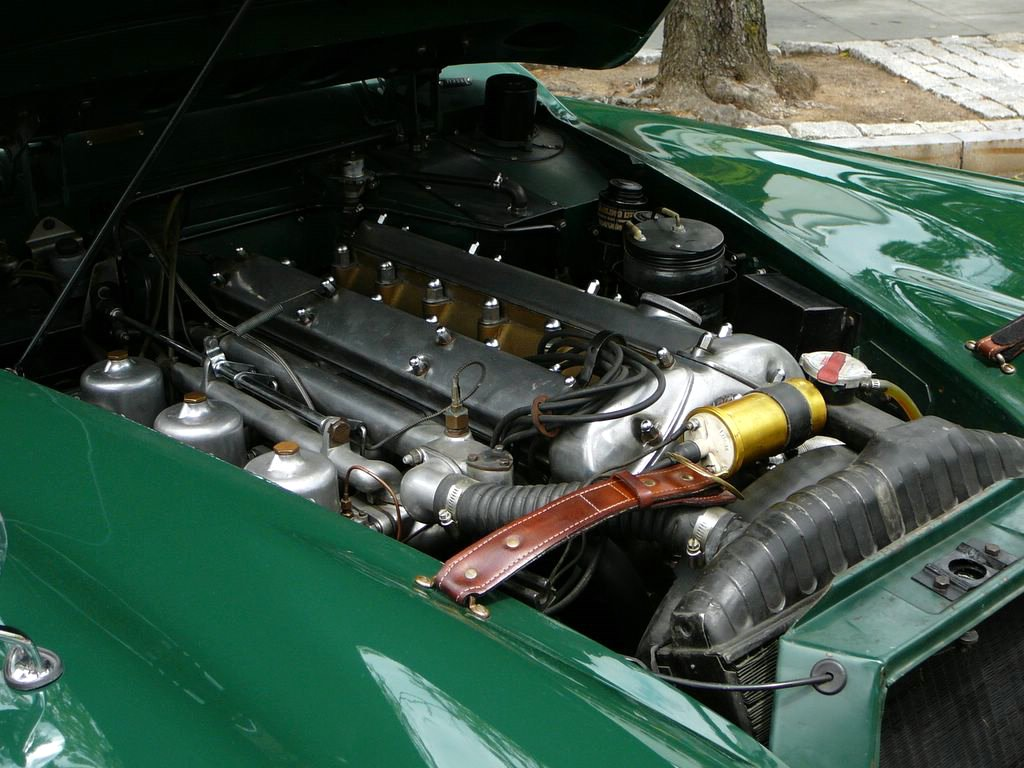
Une Jaguar XK150S triple SU Carburateurs.

La Jaguar XK150 est une voiture produite par la marque automobile Jaguar.
En 1957, presque 10 ans après le lancement de l’aînée de la famille, la 120, et après la 140 et sa direction à crémaillère, Jaguar dévoile la XK150 qui est une voiture dont la ligne est radicalement différente de ses devancières. Le profil de la voiture est adouci et le pare-brise est maintenant en un seul plan bombé, comme la vitre arrière du coupé.
Sur le plan mécanique, la plus grande différence avec les modèles précédents est l’introduction de freins à disque en série. Les freins à disque ont fait leur apparition au Mans en 1954 sur la Jaguar D-Type. La direction est à crémaillère comme sur la 140, le moteur est toujours le 3,4 litres de 190 ch de base et 220 ch en version SE avec une culasse travaillée et peinte en bleu. Lancée d’abord en coupé et en cabriolet, la 150 voit arriver un roadster en 1958. Signe des temps, c’est le roadster 120, délibérément sportif, qui a été lancé seul et en premier en 1948. Plus qu’une évolution, la 150 est une voiture moderne, qui répond aux exigences du marché américain, mais elle ne fait pas sensation comme son illustre devancière car elle est maintenant une voiture de grand tourisme et non plus une pure voiture de sport. Les Jaguar routières sont maintenant très éloignées des modèles de course comme les Jaguar C-Type et Jaguar D-Type.
Les coupés et cabriolets perdent leur garnitures intérieures en loupe de noyer pour adopter une couverture du tableau de bord en cuir. Les premiers modèles cabriolet, jusqu'à juin 1958, sont équipés d'un tableau de bord en aluminium bouchonné similaire à la type E 3,8 litres.
Avec la 150, Jaguar lance une version S du moteur 3,4 litres avec culasse straight ports peinte couleur or et équipée de trois carburateurs SU HD8 de 250 ch. En 1958, une version encore plus puissante voit le jour avec un moteur de 3,8 litres ce qui donne 265 ch en version S. Cette même configuration, la motorisation de 3,8 litres avec les trois carburateurs SU HD8, va se retrouver dès 1961 dans la type E.
La XK150 resta en production jusqu’en 1961, même si très peu d’exemplaires ont été produits cette année-là, avant la présentation de la Type E en mars au salon de Genève.
Pendant les 13 ans de production des XK, ce sont 30 364 exemplaires qui sont sortis des chaînes, avec, respectivement pour les Jaguar XK120, 140 et 150, 12 045, 8 937 et 9 382 exemplaires. L’essentiel de la production a été exportée, les États-Unis constituant le plus gros marché.
Actuellement, les XK150 roadster et cabriolets, notamment les modèles S, sont les plus recherchés par les collectionneurs et les plus coûteuses de toutes les XK sur le marché des voitures anciennes à l'exception des premiers modèles XK 120 à carrosserie aluminium. Ce sont des voitures dotées d'une motorisation fiable, avec un comportement et un freinage moderne, et qui sont utilisables sur les routes et dans la circulation actuelle. Avec un radiateur de taille correcte et un gros ventilateur mécanique, elles ne souffrent pas comme la Type E de problèmes de refroidissement ; de plus, elles sont de conception simple avec un essieu arrière rigide et sont donc relativement peu coûteuses à entretenir.
L’héritage des XK représente bien plus que ces chiffres de production. Cette gamme a établi Jaguar comme un producteur de voitures de sport qui comptait. Les succès sur les pistes européennes et surtout américaines confirmaient la légende Jaguar qui s’écrivait au Mans avec cinq victoires des Jaguar C-Type et Jaguar D-Type en sept ans.
La XK150 sera remplacée par la Jaguar Type E

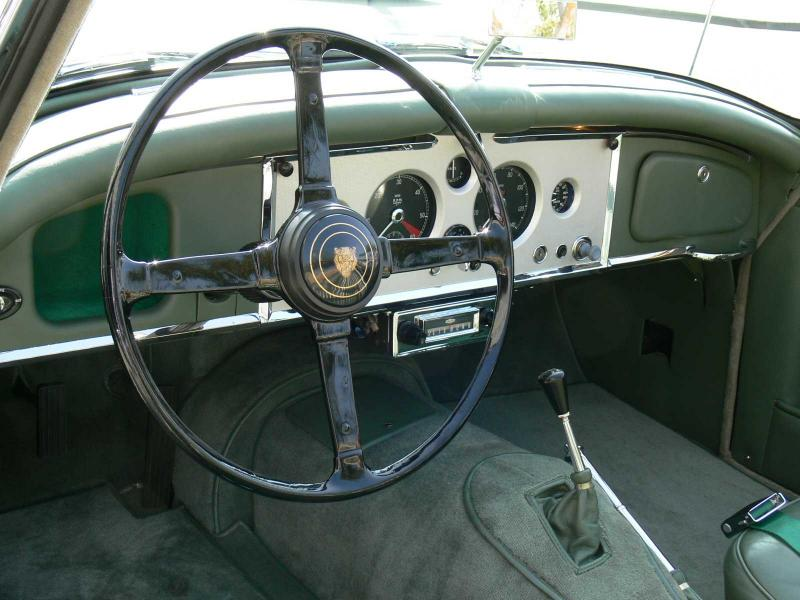
Une Jaguar XK150SE DHC Tableau de bord Aluminium.
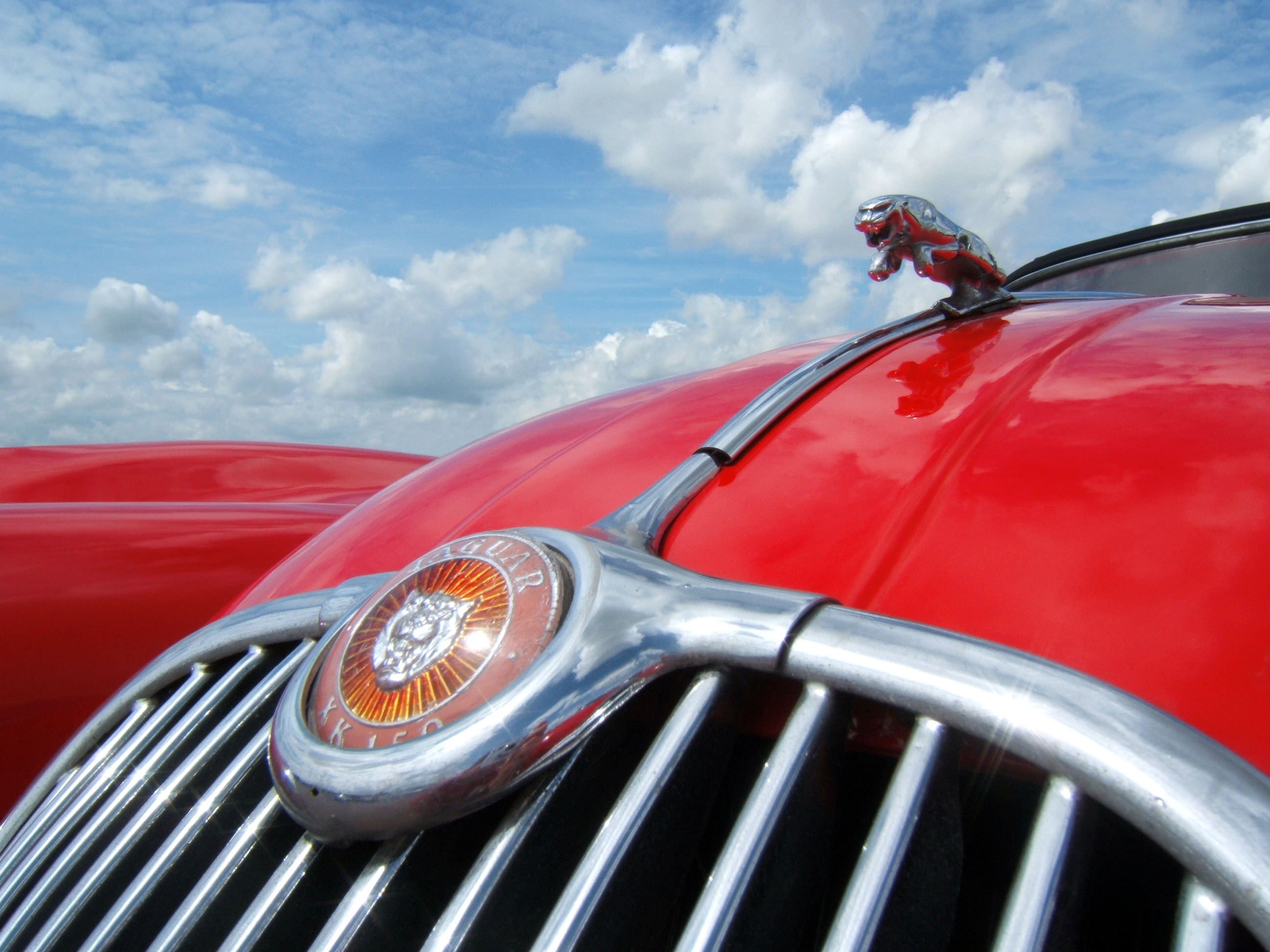
Capot et calandre d'une Jaguar XK 150.
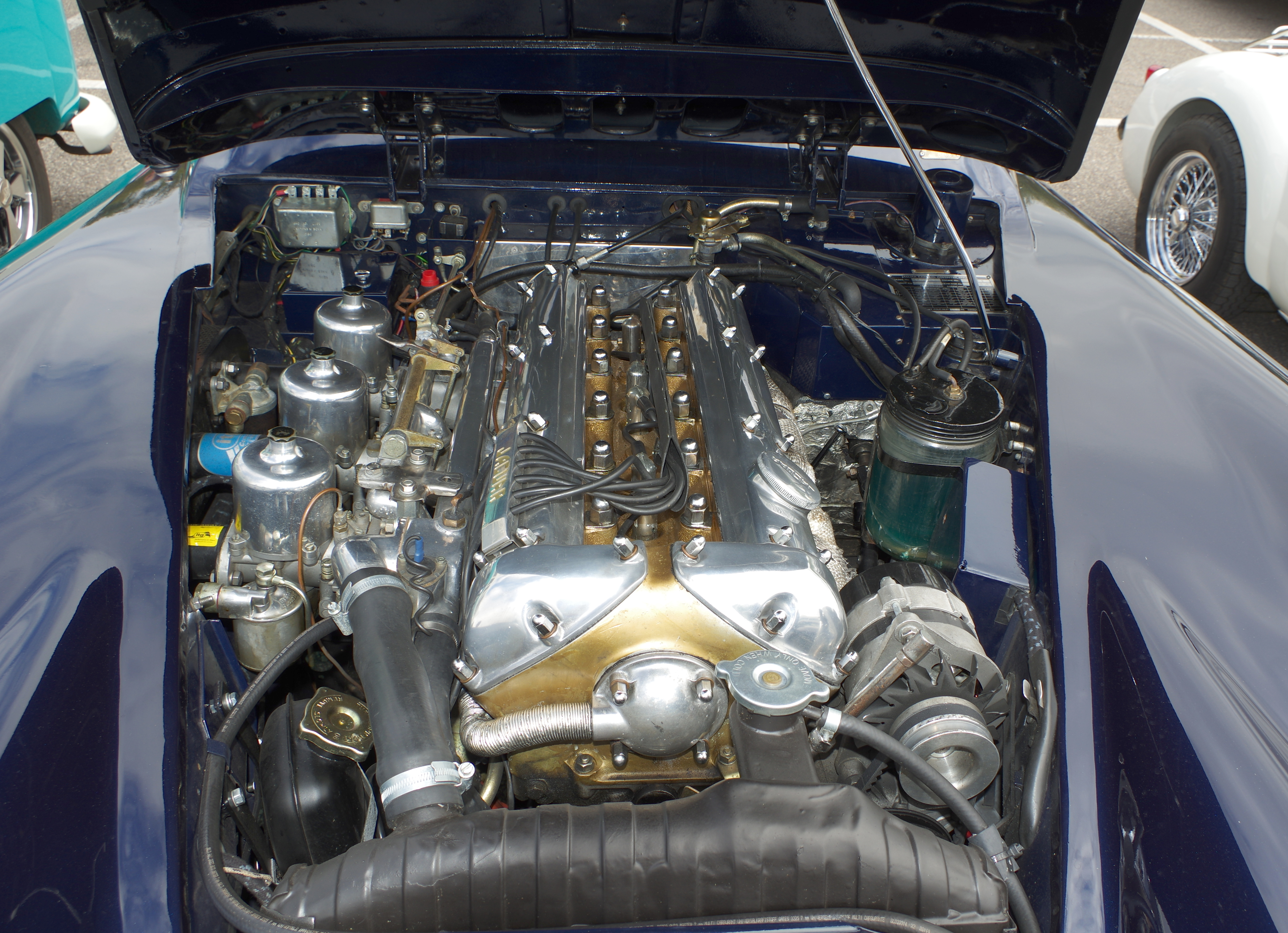
Moteur Jaguar XK 150 S